# Ian Underwood
Ian Underwood (* 22. Mai 1939 in New York City) ist ein US-amerikanischer Musiker. Er spielt Tasteninstrumente aller Art, diverse Holz- und Blechblasinstrumente und Gitarre. Bekannt wurde er in den 1960er-Jahren mit der Frank-Zappa-Band The Mothers of Invention. Heute ist er ein gefragter Studiomusiker und Filmmusik-Spezialist.

## Leben und Werk
Die Yale University verließ er 1961 mit dem Bachelor-of-Arts-Abschluss im Fach Komposition. Anschließend vervollständigte er sein Musikstudium an der University of California, Berkeley, an welcher er im Jahr 1966, erneut im Fach Komposition, den Master-of-Arts-Abschluss ablegte. Zu dieser Zeit galt der Instrumentalist Ian Underwood als Fachmann in Sachen Mozart.
1967 war Ian Underwood von einem Auftritt der Mothers im Garrick-Theatre in New York begeistert; er wollte umgehend in Zappas Band mitspielen. Der fragte nur: „What can you do that’s fantastic?“ Underwood ließ es ihn hören – und wurde wegen seiner vielfältigen Qualitäten vom Fleck weg engagiert. Das Stück Ian Underwood whips it out auf dem Album Uncle Meat (live in Kopenhagen aufgenommen) stellt den Verlauf des Einstellungsgesprächs nach – einen Monat, nachdem es stattgefunden hatte.
In den Jahren 1968 bis 1972 hat Underwood Zappas Werk und die Liveauftritte der Mothers of Invention entscheidend mitgeprägt, wie die 15 Plattenaufnahmen bezeugen, die in dieser Phase entstanden sind. Neben den Aufnahmen mit Zappa und den Mothers ist Underwood außerdem auf Alben von GTO’s, Jeff Simmons und Jean-Luc Ponty sowie von John Lennon und Yoko Ono zu hören. Im Jahr 1970 heiratete Underwood die ebenfalls bei Zappa spielende amerikanische Perkussionistin Ruth Komanoff. Inzwischen ist diese Ehe geschieden.
Nach seinem Ausscheiden aus den Mothers of Invention Ende 1973 konnte Ian Underwood sich als Studiomusiker einen Namen machen. Unter anderem war er an Aufnahmen von Lee Ritenour, Dave Grusin, Barbra Streisand, Gábor Szabó, Manhattan Transfer und Nina Hagen beteiligt. Die Filmindustrie Hollywoods griff auf Underwoods Fähigkeiten zurück, unter anderem als Spezialist für Synthesizer-Programmierung. Für die späteren Jahre ist sein Mitwirken an etlichen Kinofilmen belegt, zum Beispiel bei Aliens, Blade Runner, Liebling, ich habe die Kinder geschrumpft, Titanic und Avatar. Underwood lebt heute in Los Angeles und arbeitet für verschiedene Filmstudios. Er war unter anderem auch beteiligt an den Filmmusiken für Der Name der Rose, Field of Dreams und The Mosquito Coast.

## Diskografie (Auswahl)
Mit Frank Zappa und den Mothers of Invention
- 1968: We’re Only in It for the Money
- 1968: Cruising with Ruben & the Jets
- 1969: Uncle Meat
- 1970: Burnt Weeny Sandwich
- 1970: Weasels Ripped My Flesh
- 1971: Fillmore East, June 1971
- 1972: Just Another Band from L.A.
- 1973: Over-Nite Sensation

Mit Frank Zappa
- 1969: Hot Rats
- 1970: Chunga’s Revenge
- 1971: 200 Motels (Soundtrack)